# Bossier City
Bossier City – miasto (city) w parafii Bossier, w północno-zachodniej części stanu Luizjana, w Stanach Zjednoczonych, położone na wschodnim brzegu rzeki Red, naprzeciw miasta Shreveport. W 2013 roku miasto liczyło 66 333 mieszkańców.
Miejscowość założona została w 1905 roku i nazwana została na cześć XIX-wiecznego kongresmena, Pierre’a Bossiera. Bossier City rozwinęło się po II wojnie światowej, jako ośrodek przemysłu petrochemicznego i włókienniczego. W 1950 roku miejscowość uzyskała status miasta.
Na wschodnim skraju miasta znajduje się baza lotnicza Barksdale Air Force Base.

## Urodzeni w Bossier City
- Jared Leto
- Shannon Leto